# Stenocereus
Stenocereus (tiếng Hy Lạp stenos, hẹp, tiếng Latin cereus, nến) là một chi xương rồng. là loài bản địa của vùng Bán đảo Baja California và các phần khác của México, Arizona ở Hoa Kỳ, Colombia, Costa Rica, Guatemala, Venezuela và Tây Ấn. Chi này đã được mở rộng bằng cách bổ sung các loài từ một số chi khác. Một họ hàng gần là chinoa đặc biệt hoặc xương rồng chende, Polaskia chende.

## Mô tả
Những bông hoa chủ yếu được mọc gần đỉnh của thân cây và chủ yếu mọc về đêm. Các loài trong chi này được coi là dễ trồng và thường phát triển chậm.
Stenocereus thurberi là một thành viên nổi tiếng của chi này và phân bố rộng rãi ở Arizona và miền bắc México.
Quả tương tự như quả thanh long. Loài Stenocereus gummosus, có tính acid và thường rất tươi, rất được người Seris ở tây bắc México ưa chuộng, họ gọi cây xương rồng ziix là ccapxl  - "thứ có quả chua". Chi này thường được biết đến trong tiếng Tây Ban Nha là pitaya agria, có nghĩa là "thanh long chua". S. griseus, được người dân địa phương gọi là iguaraya và được người Wayuu từ Bán đảo La Guajira của Colombia thưởng thức.

## Các loài
Chi này có các loài sau:
- Stenocereus alamosensis (J.M. Coult.) A.C. Gibson & K.E. Horak
- Stenocereus aragonii (F.A.C.Weber) Buxb.
- Stenocereus beneckei (Ehrenb.) A. Berger & Buxb.
- Stenocereus chacalapensis (Bravo & T. MacDoug.) Buxb.
- Stenocereus chrysocarpus Sánchez-Mej.
- Stenocereus dumortieri
- Stenocereus eichlamii (Britton & Rose) Buxb. ex Bravo
- Stenocereus eruca (Brandegee) A.C. Gibson & K.E. Horak
- Stenocereus fimbriatus (Lam.) Lourteig
- Stenocereus fricii Sánchez-Mej.
- Stenocereus griseus (Haw.) Buxb.
- Stenocereus gummosus (Engelm.) A. Gibson & K.E. Horak
- Stenocereus huastecorum Alvarado-Sizzo, Arreola-Nava & Terrazas
- Stenocereus hystrix (Haw.) Buxb.
- Stenocereus kerberi K. Schum.) A.C. Gibson & K.E. Horak
- Stenocereus martinezii (J.G. Ortega) Buxb.
- Stenocereus montanus (Britton & Rose) Buxb.
- Stenocereus pruinosus (Otto ex Pfeiff.) Buxb.
- Stenocereus queretaroensis F.A.C.Weber ex Mathes.) Buxb.
- Stenocereus quevedonis (J.G. Ortega) Buxb.
- Stenocereus standleyi (J.G. Ortega) Buxb.
- Stenocereus stellatus (Pfeiff.) Riccob.
- Stenocereus thurberi (Engelm.) Buxb.
- Stenocereus treleasei (Vaupel) Backeb.
- Stenocereus yunckeri (Standl.) P.V. Heath